# Bold
Bold – wieś w Anglii, w hrabstwie ceremonialnym Merseyside, w dystrykcie metropolitalnym St Helens. Leży 20 km na wschód od centrum Liverpool i 275 km na północny zachód od Londynu. W 2001 miejscowość liczyła 2283 mieszkańców.